# Максина, Елена Валерьевна
Максина Елена Валерьевна (род. 19 апреля 1972, Москва, РСФСР, СССР) — русская поэтесса.

## Биография
Елена Валерьевна Максина родилась 19 апреля 1972 года.Окончила РГТУ им. К. Э. Циолковского. С 1996 года живёт в Штате Пенсильвания, США. Начала публиковать свои произведения только после миграции в США.

## Публикация
С 2000 года стихи Елены публикуются в периодике США, Дании, Германии и России. 
Публикации стихов в журналах «Нева», «Новый Берег», «Новый журнал», «Интерпоэзия», «Студия»,  «Волга XXI век», «Крещатик». А также в сборниках «Общая тетрадь», «Воскресенье», «Одним файлом» и других изданиях.
Елена Максина является автором книги стихов «Кириллица Акварелью».

Художественный мир поэта и художника Елены Максиной распадается на несколько согласно звучащих мелодий и тем. Техника акварели - с её возможностью достигать чистоты цвета и передавать движение природы и души - словно создана для работы в жанре лирического пейзажа, в жанре лирической поэзии. Внешнюю незаконченность, эскизность, а точнее ощущение незаконченности - все эти особенности акварельной техники, Елена без использования красок и кистей мастерски переносит на полотна своих стихов. Это продуманная позиция поэта. Это не погоня за мимолетным, за "остановись, мгновенье" - как это делали французские импрессионисты, это "сочинение" импрессии, умение выделить из памяти те подробности законного пейзажа, которыми достигается наибольшая экспрессия чувства и глубина мысли. Симфония чувства, углубление тона, отказ от строгих речевых формул - стихия поэта вне слов, вне формул. Редкое умение - называть не называя, избегать фотографичности, но представать чародеем настроения. С.Слепухин 

## Награды
Елена Валерьевна Максина является призёром поэтического конкурса имени Н.С. Гумилёва «Заблудившийся трамвай» в Санкт-Петербурге в 2008 г. 
Обладательница Международной литературной премии «Серебряный стрелец» 2009 года.